# М. С. Нараяна
Майлаварапу Сурьянараяна (англ. Mailavarapu Surya Narayana, телугу మైలవరపు సూర్యనారాయణ, более известный как М. С. Нараяна; 16 апреля 1951 — 23 января 2015) — индийский актёр в амплуа комика, снимавшийся в основном в фильмах на телугу. Начавший карьеру в качестве сценариста три с половиной десятилетия назад, Нараяна дебютировал как актёр в 1995 году и снялся примерно в 700 фильмах в течение следующих 17 лет. Пятикратный лауреат Nandi Award за лучшее исполнение комической роли и одной Filmfare Award за лучшую роль второго плана в фильме на телугу. Актёр претендовал на включение в Книгу рекордов Гиннесса, как сыгравший наибольшее количество ролей в определенный промежуток времени.

## Биография
Майлаварапу Сурьянараяна родился 16 апреля 1951 года в деревне Нидамарру округа Западный Годавари штата Андхра-Прадеш третьим ребёнком в семье Майлаварапу Бапираджу и его жены Венката Суббамма. Всего в семье было десять детей: семеро сыновей и три дочери. Первоначально, во время работы в качестве преподавателя в колледже, Нараяна пробовал себя в театре. Оставив преподавательскую деятельность, он вошел в киноиндустрию в качестве сочинителя и написал диалоги для 8 фильмов. Начав сниматься в фильмах, он стал известен своим неповторимым, остроумным стилем актерской игры и считался мастером комедии. Особую известность ему принесло исполнение ролей пьяниц. Помимо фильмов на языке телугу М.С. Нараяна снялся в двух тамильских фильмах: Nootrenbadhu и Maharaja (оба 2011). В 2004 году он дебютировал в качестве режиссёра с фильмом Koduku, где главную роль сыграл его сын. Другим его режиссёрским проектом был фильм Bhajantrilu (2007).
В среду 21 января 2015 года М. С. Нараяна был помещен в больницу Института Медицинских Наук Кришны (англ. Krishna Institute of Medical Sciences) с первоначальным диагнозом — малярия. Позднее был поставлен на диализ, а вслед за этим на искусственную вентиляцию легких. Врачи сказали, что он положительно откликнулся на лечение, но тем не менее, около 9:40 утра в пятницу, он был объявлен мертвым. Причиной смерти врачи называют полиорганную недостаточность. У актёра остались жена Кала Прапурна, дочь Сашикиран и сын Викрам.